# التكملة والذيل والصلة
التكملة والذيل والصلة أو تكملة الصحاح هو معجم لغوي مرتب على القافية استدرك به الحسن الصغاني على ما فات الجوهري في تاج اللغة وصحاح العربية. بلغت إضافاته ما يقرب ستين ألف مادة أغفلها الجوهري، كما عمد فيه إلى نقد الجوهري إضافة إلى لغويين آخرين نحو ابن دريد وابن فارس وغيرهما، منوِّعًا بين نقد تداخل الأصول والشواهد والتعليق على التفسيرات اللغوية الخاطئة، وقد تنوعت مصادره بين كتب اللغة وكتب الحديث ودواوين الشعر ومعاجم البلدان وغيرها. كما اهتم لاحقوه بعمله هذا فالفيروزآبادي كثيرًا ما نقل منه خصوصًا وأنه نسخه بيده، حتى أن المرتضى الزبيدي قد ذهب إلى أكثر من النقل فألف كتابًا سماه بالاسم نفسه.
طبع الكتاب باسم: التكملة والذيل والصلة لكتاب تاج اللغة وصحاح العربية، في ستة أجزاء، نشرته دار الكتب بالقاهرة ابتداءً من سنة 1970م إلى غاية سنة 1979م.

## التعريف بالمؤلف
الحسن الصغاني الملقب بالرَّضِيّ الصَّاغاني (577 - 650 هـ = 1181 - 1252 م)، فقيه محدث، لغوي حنفي. ولد في لاهور في شهر صفر سنة 577 هـ، عند قدومه بغداد أرسله المستنصر بالله سفيرًا إلى الهند. من شيوخه: أبو الفتوح نصر ابن الحصري بمكة والقاضي خلف بن محمد الحسناباذي، والنظام محمد بن حسن المرغيناني باليمن وسعيد بن محمد ابن الرزاز ببغداد. وقد شهد له الذهبي بنبوغه ومكانته، إذ قال عنه في سير أعلام النبلاء: «وكان إليه المنتهى في معرفة اللسان العربي»، وقال كذلك في العبر: «وله بصر بالفقه والحديث مع الدين والأمانة».

## تسمية الكتاب ونسبته لمؤلفه

### تسمية الكتاب
ورد ذكر الكتاب باسم: التكملة، مختصرًا في عدة مراجع منها تاج العروس حيث ذكره الزبيدي في أكثر من موضع بهذا الاسم، وهناك من ذكره باسم التكملة على الصحاح، كما ذكرته بعض المصادر باسم: التكملة والذيل والصلة. وهو الاسم الذي اختاره الصغاني لكتابه إذ قال في مقدمته: «هذا كتاب جمعت فيه ما أهمله أبو نصر إسماعيل بن حماد الجوهري رحمه الله في كتابه، وذيلت عليه، وسميته كتاب "التكملة، والذيل والصلة" غير مدع استيفاء ما أهمله، واستيعاء ما أغفله»، ثم هناك التكملة والذيل والصلة لكتاب تاج اللغة وصحاح العربية وهو الاسم الذي طبع به الكتاب.

### نسبته للمؤلف
ما من خلاف بين العلماء في نسبة التكملة للصغاني، فالسيوطي قد ذكر ذلك صراحة في قوله: «وألف الإمام رضي الدين الصغاني التكملة على الصحاح ذكر فيها ما فاته من اللغة». وذكره الكوكباني في فك القاموس وكذلك نسبه له علماء اعتمدوا على التكملة في كتبهم ومصنفاتهم، كبطال الركبي والزبيدي حيث نسبه له في مواضع عديدة من تاج العروس. وأيضًا نسبه له الذين ترجموا له، كابن الساعي، وبهاء الدين الجندي.

## طبعة الكتاب
نشرت دار الكتب بالقاهرة الكتاب في ستة أجزاء على امتداد 10 سنوات، إذ حَقق الجزء الأول عبد العليم الطحاوي، وراجعه عبد الحميد حسن، سنة 1970 م، وفي السنة الموالية حقق إبراهيم إسماعيل الأبياري الجزء الثاني الذي تكلف محمد خلف الله أحمد بمراجعته، وفي 1973 م حقق محمد أبو الفضل إبراهيم الجزء الثالث وراجعه محمد مهدي علام، ثم بعدها بسنة حقق الطحاوي الجزء الرابع وراجعه عبد الحميد حسن، بينما لم يُحقق الجزء الخامس إلا سنة 1977 م من طرف الأبياري وراجعه محمد خلف الله أحمد، وأخيرًا في 1979 م حقق أبو الفضل إبراهيم الجزء السادس وراجعه محمد مهدي علام.

## نسخ الكتاب
لكتاب التكملة والذيل والصلة نسخ عدة، منها أربع نسخ اعتمدها المحققون في عملهم:
1. نسخة دار الكتب والوثائق القومية تحمل رقم 3 لغة، نسخها محمد بن عبد المعز سنة 642هـ.
2. نسخة رقم 41 لغات بمكتبة الشيخ عارف بالمدينة ومنها نسخة مصورة بدار الكتب والوثائق القومية.
3. نسخة من جزئين بمكتبتي أحمد الثالث، الجزء الأول رقم 1522، ومكتبة كوبرلي الجزء الثاني رقمها 2705، نسخها الفيروزآبادي بخطه سنة 754 هـ ومنها صورة بمعهد المخطوطات بجامعة الدول العربية.
4. نسخة رقم 1181 بمكتبة سراج الدين المصورة عن نسخة قفوش، مكتبة أحمد الثالث وهي كذلك من مصورات معهد المخطوطات بجامعة الدول العربية، وتنتهي إلى حرف الصاد.

كما توجد نسخة جامعة الملك سعود، تحت رقم 3937، وهي نسخة من الجزء الأول نسخها الناسخ أحمد بن محمد السرياقوسي، توجد منها صورة على موقع الجامعة.